# Rachel Blaustein

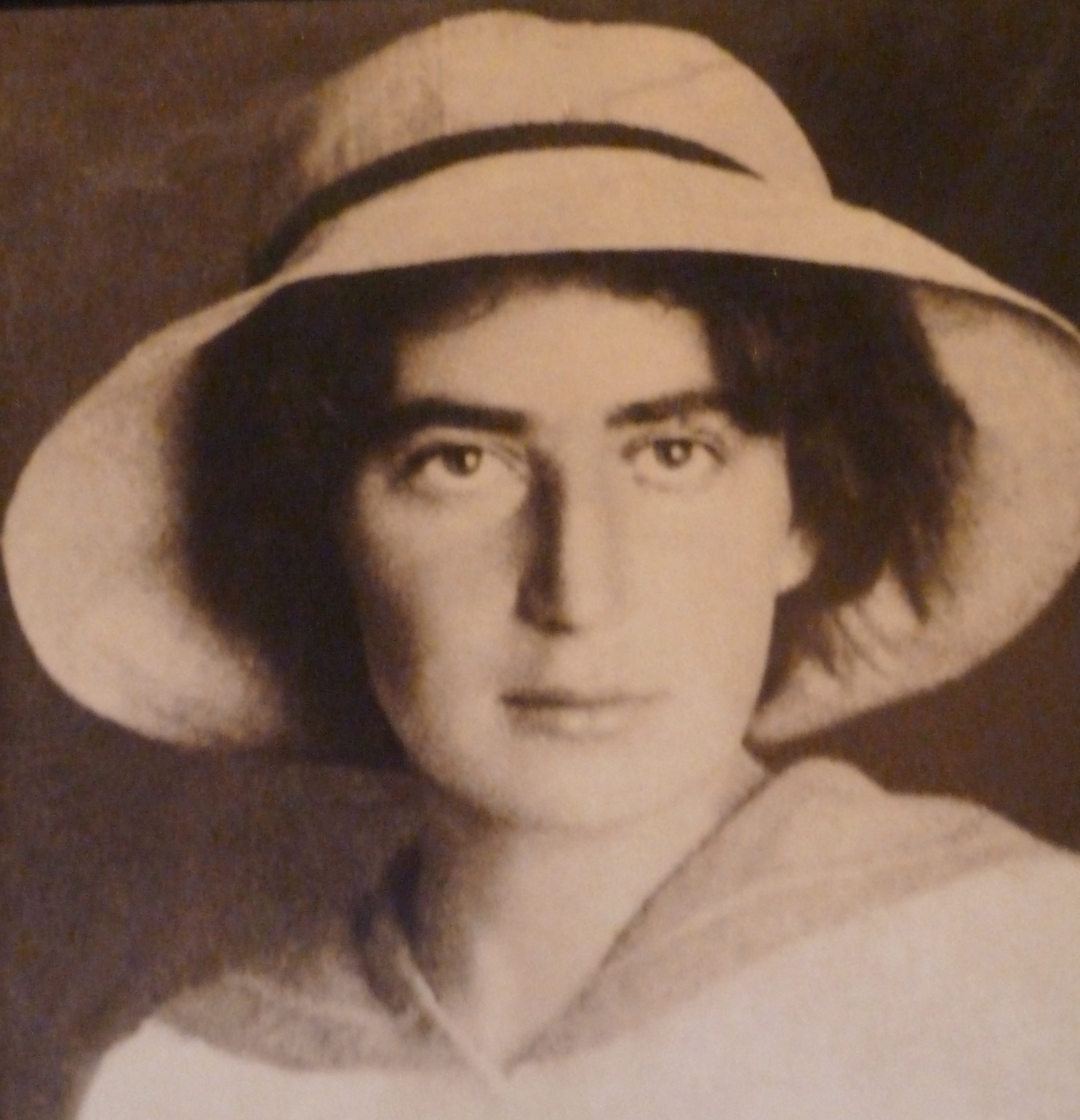
Rachel Blaustein

Rachel Blaustein (russe : Рахель Блувштейн, hébreu : רָחֵל בְּלוּבְשְׁטֵיין, anglais : Rahel Bluwstein), née le 20 septembre 1890 à Saratov dans le gouvernement de Saratov et morte le 16 avril 1931 à Tel Aviv en Palestine mandataire, est une poétesse de langue hébraïque qui a choisi son seul prénom, Rachel (en hébreu : רחל) pour nom de plume.
Elle a émigré en Palestine en 1909.

## Biographie

### En Russie
Rachel nait à Saratov en Russie le 20 septembre 1890, le onzième enfant de Isser-Leib (1841?–1923) Blaustein et de sa femme Sophia (née Mandelchtam), et nièce du rabbin de la communauté de Kiev.
Isser son père est un commerçant et homme d'affaires ayant acquis une certaine fortune dans le commerce des diamants et les transactions foncières. Enrôlé très jeune dans l'armée du Tsar Nicolas, il a servi 25 ans, avant d'être démobilisé et de s'installer à Viatka, en Sibérie.
Sa première femme lui donne quatre enfants, mais meurt jeune. Sophia est sa seconde femme. Elle vient d'une famille d'intellectuels et parle plusieurs langues. Son père a été le rabbin de Riga avant de devenir le rabbin de la communauté juive de Kiev. Son frère Max Mandelchtam, qui dirige un hôpital à Kiev, sera le président du cinquième Congrès sioniste à Bâle en 1901.
Pendant son enfance, sa famille s'installe à Poltava en Ukraine, où elle fréquente l'école juive en langue russe, puis plus tard un lycée laïc. Dès l'âge de 15 ans, elle commence à écrire de la poésie. À 17 ans, elle s'installe à Kiev où elle suit des cours de peinture.

### Premier séjour en Israël
En 1909, à l'âge de 19 ans, Rachel visite la Terre d'Israël avec une de ses sœurs, Shoshana (1889–1965), en route pour l'Italie, où elles envisagent d'étudier l'art et la philosophie. Elles décident de rester en Palestine comme pionnières sionistes et apprennent l'hébreu en écoutant les enfants parler dans les jardins d'enfants. Elles s'installent à Rehovot et travaillent dans les vergers.
En 1911, Rachel se fixe à Kvoutzat Kinneret au bord du lac de Tibériade, où elle étudie et travaille dans une école agricole pour les femmes. À Kinneret, elle rencontre l'idéologue sioniste, Aharon David Gordon, qui va avoir une grande influence sur sa vie et à qui elle dédiera son premier poème en hébreu. Pendant ce temps, elle rencontre aussi Zalman Rubashov, avec qui elle aura une relation amoureuse, dont elle fera le thème de plusieurs de ses poèmes d'amour. Rubashov deviendra plus tard le troisième président de l'État d'Israël sous le nom de Zalman Shazar.

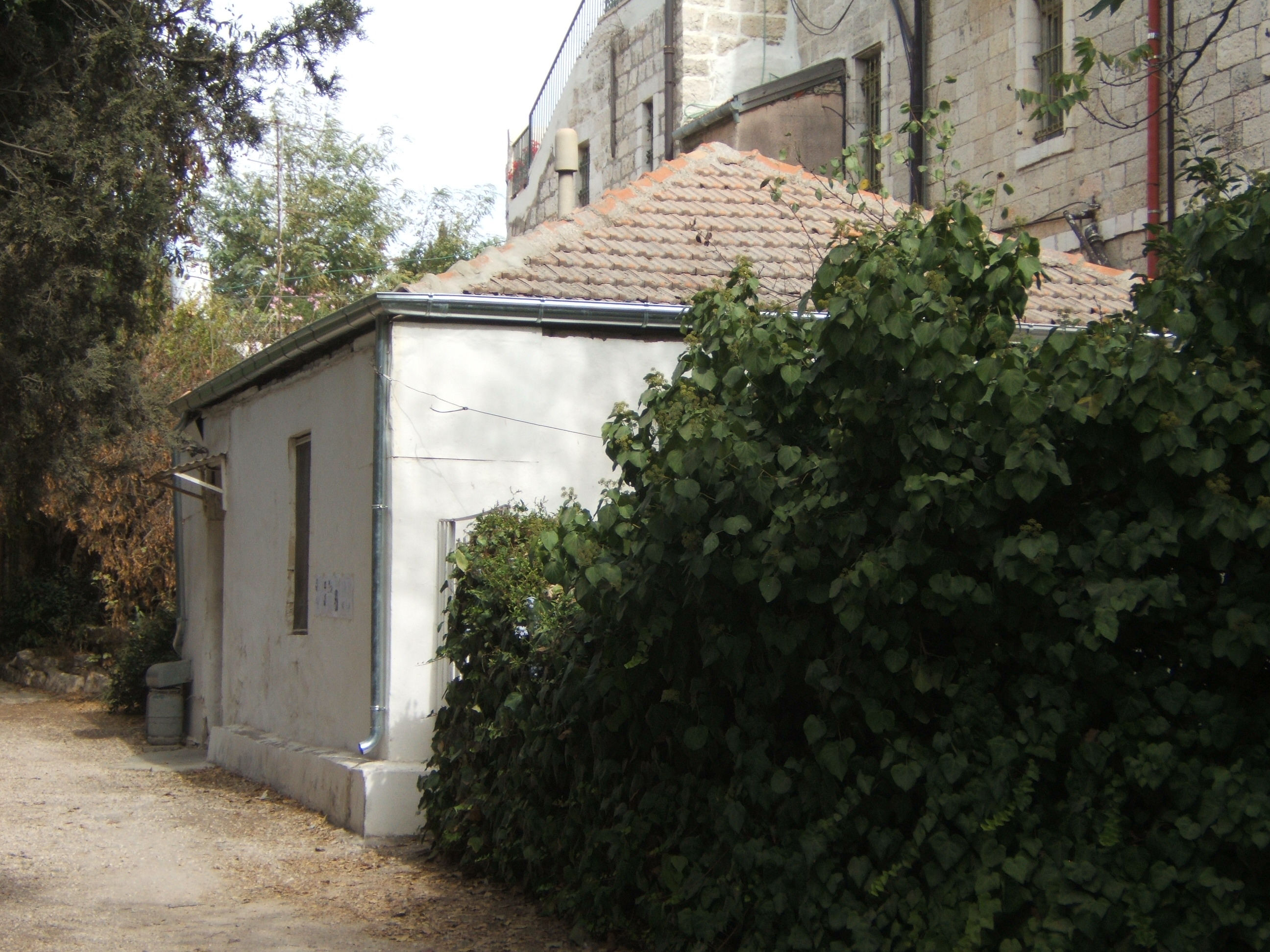
La maison de Rachel au 64 rue des Prophètes à Jérusalem (1925)

### À Toulouse et retour en Russie
En 1913, sur le conseil de Gordon, elle se rend à Toulouse pour apprendre l'agronomie et le dessin.
Quand éclate la Première Guerre mondiale, incapable de rejoindre la Palestine, elle se rend en Russie où elle enseigne aux enfants juifs réfugiés. En Russie, elle connait la pauvreté et le travail éreintant. Ces mauvaises conditions de vie entraînent la réapparition de la maladie pulmonaire dont elle avait souffert dans son enfance.
C'est certainement à cette période qu'elle contracte la tuberculose. Seule, malade et affamée, elle n'a qu'un souhait: retourner en Palestine. Ainsi en 1919, après la guerre, elle embarque sur le Rusian, le premier bateau reliant la Russie à Israël.

### En Israël jusqu'à la mort
Pendant quelque temps, elle travaille au petit kibboutz Degania, une communauté agricole pas très éloignée de Kinneret. Cependant, peu de temps après son arrivée, elle est diagnostiquée atteinte de tuberculose, une maladie à l'époque incurable.
Dans l'impossibilité de travailler avec des enfants par crainte de la contagion, elle est priée de quitter le kibboutz et doit se débrouiller par elle-même. En 1925, elle vit dans une petite maison blanche bâtie dans la cour du 64 Rue Haneviim (rue des Prophètes) à Jérusalem, cour de la maison où habita le peintre William Holman Hunt.
Ensuite elle s'installe à Tel Aviv et passe une grande partie du restant de sa vie à voyager. Elle vit chichement en donnant des leçons privées d'hébreu et de français avant de finalement entrer dans un sanatorium pour tuberculeux à Guedera.
Rachel meurt le 16 avril 1931 à l'âge de 40 ans. Elle est enterrée dans le cimetière de Kinneret, dans une tombe dominant le lac de Tibériade, suivant les vœux exprimés dans son poème :
« Quand le Destin décidera
Habitant loin de ta région,
Je viendrai, Kinneret,
Pour dormir dans ton lieu de repos ! »
À côté d'elle, sont enterrés les pionniers et idéologues socialistes de la seconde et troisième Alya. Naomi Shemer (1931-2004), une des plus importantes auteurs-compositeurs d'Israël, a été enterrée près de la tombe de Rachel suivant les souhaits exprimés par Shemer.

## Œuvre littéraire

### Textes
Rachel commence à écrire en russe dans sa jeunesse, mais la majorité de son œuvre est écrite en hébreu. La plupart de ses poèmes ont été écrits durant les six dernières années de sa vie, habituellement sur des petites notes envoyées à ses amis.
En 1920, son premier poème en hébreu Humeur, dédié à A.D. Gordon, est publié dans le journal hébreu Davar. Par la suite, la majorité de ses poèmes seront publiés dans ce journal sur une base hebdomadaire, et rapidement deviendront populaires dans la communauté juive de Palestine et plus tard dans l'État d'Israël.
Rachel est connue pour son style lyrique, la brièveté de ses poèmes et la simplicité de sa langue. La majorité de sa poésie se situe dans la campagne pastorale de la Terre d'Israël et beaucoup de ses poèmes exprime ses sentiments de regrets et d'épuisement dus à son incapacité à réaliser ses aspirations dans la vie. Dans plusieurs de ses poèmes elle déplore le fait qu'elle ne pourra pas avoir d'enfants. Lyrique, très musicale, sa poésie exprime les tourments de la vie et l'angoisse de la mort. Ses poèmes d'amour avivent le sentiment de solitude, de distance et de désir pour le bien-aimé, comme son poème Chant triste :
« M'entends-tu, toi qui es
Si loin de moi, mon aimé ?
M'entends-tu crier à haute voix,
Te souhaitant d'être heureux, te souhaitant près de moi ?

Le monde est vaste, ses chemins variés,
Courtes rencontres, longs départs,
Hommes, aux pieds incertains, vous reportez toujours votre retour,
Pour retrouver le trésor que vous avez perdu.
Mon dernier jour approche
Dans les larmes de la séparation
Je t'attendrai jusqu'à ce que
La vie me quitte
Comme Rachel fit avec son bien-aimé. »
Ces poèmes évoquent aussi le dur travail de labour des pionniers, tout en exprimant toujours la gratitude et l'amour pour la Terre d'Israël. À mon pays est considéré comme un de ces plus beau poème, régulièrement étudié dans les écoles d'Israël. Certains de ses poèmes sont plus légers, parfois comiques ou ironiques.
Rachel est influencée par l'imagisme, l'histoire biblique et la littérature des pionniers de la seconde Alya. Les acméistes, dont la poétesse russe Anna Akhmatova, vont aussi avoir une influence non négligeable sur la poésie de Rachel. Le style de Rachel reflète « clarté, précision, concision, et économie de langage » dans son expression.
Dans quelques poèmes, Rachel exprime son identification avec des personnages bibliques, tels que la matriarche Rachel, son homonyme, ou Mikhal, femme de David.
Rachel a aussi écrit une pièce en un acte : Satisfaction mentale, qui a été jouée mais jamais publiée de son vivant. Ce scénario ironique sur la vie des pionniers a été récemment redécouvert dans la Maison des écrivains de Tel Aviv, et publié dans un journal littéraire.

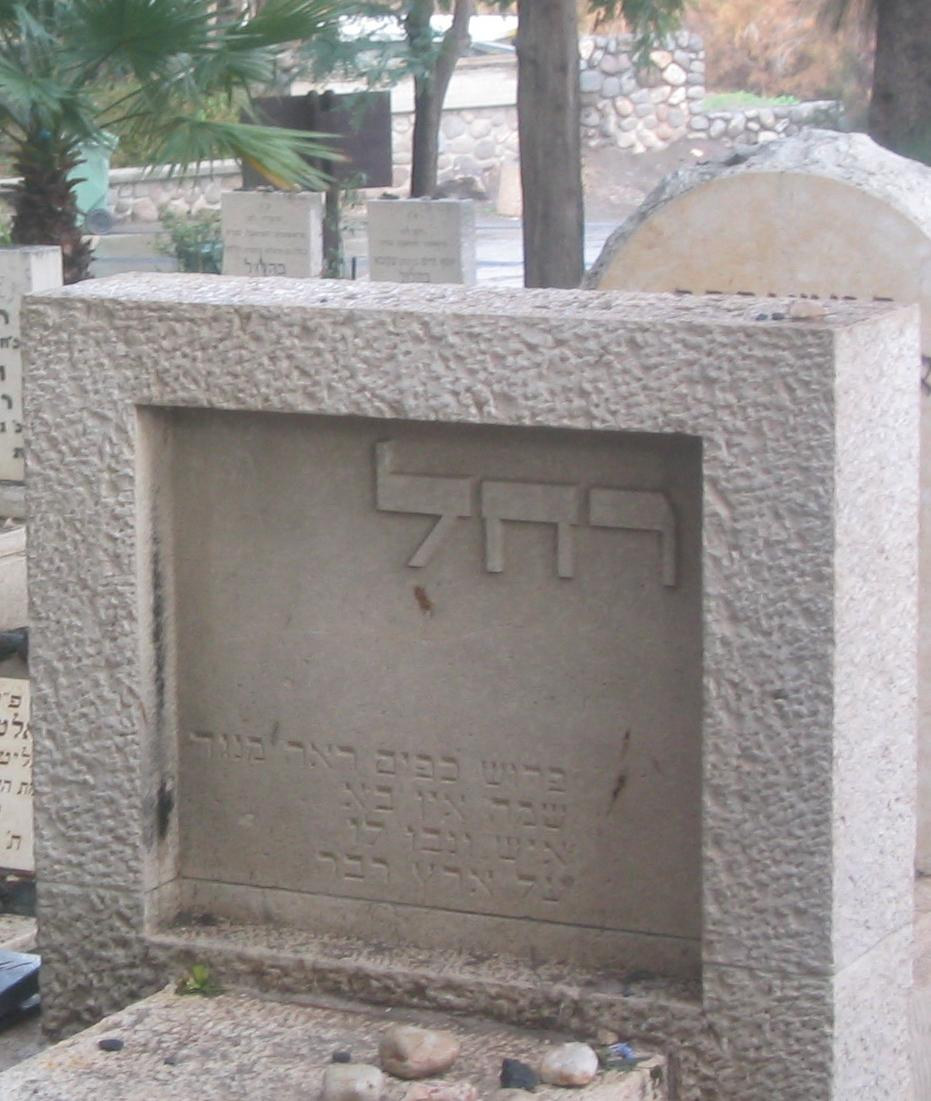
La tombe de Rachel au cimetière de Kinneret

### Postérité
Rachel est la première femme juive poète en Palestine à être reconnue dans un genre qui jusqu'alors était seulement l'apanage des hommes.
Jusqu'à ce jour, les anthologies de ses poèmes restent des livres à succès. Plusieurs de ses poèmes ont été mis en musique, aussi bien de son vivant qu'après sa mort, et sont largement repris par les chanteurs israéliens actuels. Parmi les nombreux compositeurs qui se sont intéressés aux poèmes de Rachel, on doit mentionner Josef Tal (1910-2008), considéré comme un des fondateurs de la musique israélienne.
Ses poèmes font partie du programme obligatoire dans les écoles israéliennes. Certains ont été traduits en anglais et publiés sous le titre Flowers of Perhaps: Selected Poems of Rahel, en français, en allemand, en tchèque, en polonais, en espéranto, en italien, en serbo-croate, en hongrois, en basque par le chanteur-compositeur Benito Lertxundi et en slovaque.
Dans sa préface à l'édition de 1994 de Flowers of Perhaps, le poète israélien Yehuda Amichaï écrit : « Qu'est-ce qui peut être le plus remarquable concernant la poésie de Rachel, une superbe poétesse lyrique, c'est qu'elle est restée fraiche dans sa simplicité et son inspiration depuis plus de soixante-dix ans. »
En 2011, Rachel a été choisie comme un des quatre plus grands poètes d’Israël, dont les portraits figureront sur les billets israéliens. Les trois autres sont Leah Goldberg, Shaul Tchernichovsky et Nathan Alterman.
Un timbre postal de valeur faciale de 1,30 shekel, a été émis en son honneur en 1991 par la poste israélienne où elle apparaît dans le cadre d'une collection en compagnie de Sara Aharanson et Leah Goldberg.

### Éditions originales
- (he) Regain [« Saphiah, ספיח »], Davar,‎ 1927
- (he) Au loin [« Mineged, מנגד »], Davar,‎ 1930
- (he) Nébo [« Nébo, נבו »], Davar,‎ 1932
- (he) Poèmes [« Shirat Rachel, שירת רחל »] [« Chanson de Rachel »], Davar,‎ 1935

### Éditions ultérieures
- (he) Les poèmes et lettres de Rachel, en manuscrit [« (Shiray Rachel ve-Michtavayha be-Ktav Yada) שירי רחל ומכתביה בכתב ידה »], Hotza'at Kineret,‎ 1969
- (he) À la maison et en dehors [« (Ba-Bayit ou Ba-Houtz), בבית ובחוץ »] (pour enfants), Sifriat Poalim,‎ 1974
- (he) Quand Rachel attendait [« (Ke-Hakot Rachel), כחכות רחל »], Tamuz,‎ 1982
- (he) Poèmes, lettres et écrits [« (Shirim, Michtavim, Reshimot), שירים, מכתבים, רשימות »],‎ 1985
- (he) Dans mon jardin [« (Be-Gani Neta`aticha, בגני נטעתיך »], Tamuz,‎ 1985
- (he) Entendrez-vous ma voix [« (Ha-Tishmah Koli), התשמע קולי »], Bar,‎ 1986
- (he) Poèmes de Rachel [« (Shirei Rahel), שירי רחל »], Sridot,‎ 1997

## Traductions

### Traductions en français
- (fr + he) Regain [« ספיח (Saphiah) »]  (trad. Bernard Grasset) (Édition bilingue hébreu-français), Éditions Arfuyen,‎ 2006
- (fr + he) De loin, suivi de Nébo  (trad. Bernard Grasset) (Édition bilingue hébreu-français), Éditions Arfuyen, 2013
- « Stérile » tiré de Chacune a un nom  (anthologie établie par Esther Orner), Editions Caractères, 2008
- Sur les rives de Tibériade (trad. Bernard Grasset) (poèmes épars, articles et lettres), Paris – Orbey, Editions Arfuyen, 2021

### Autres langues
- (en) Flowers of Perhaps : Selected Poems of Rahel, Londres, Menard, 1994, 59 p. (ISBN 1-874320-02-0 et 978-1874320029)
- allemand : Berlin; éditeur: Hechalutz; 1936; et Tel Aviv; éditeur: Davar; 1970 [Titre ?]
- espagnol : éditeur: Riopiedras; Barcelone; 1985 et éditeur: Kium Farlag; Buenos Aires; 1957[Titre ?]
- yiddish : éditeur: WIZO U.S.A. et Canada;  Winnipeg; 1932[Titre ?]
- Martine Gozlan, Quand Israël rêvait : la vie de Rachel Bluwstein (Biographie en français), Paris, Le Cerf, 5 octobre 2018, 240 p.